# بانسکو
بانسکو (بلغاری: Банско) نام شهری در استان بلاگووگراد کشور بلغارستان است که در جنوب غربی این کشور و در کوهپایهٔ پیرین قرار گرفته‌است. جمعیت این شهر در سال ۲۰۰۴ برابر با ۹٬۲۱۲ نفر بوده‌است.